# Fotomontaža
fotomontaža, tehnika kombinovanja više fotografija kako bi se dobila jedinstvena slika, kao i ime za tako dobijenu sliku.
 Uz fotomontažu se veže koncept prisvajanja u modernoj i savremenoj umetnosti i ispitivanje koncepta originalnosti u nekim definicijama umetnosti. 

## Fotomontaža u avangardi
Na polju umetnosti, u rukama umetnika kao što su El Lisicki, Aleksandar Rodčenko ili Gustav Klucis, fotomontaža je postala snažno političko oruđe u sovjetskoj Rusiji. Neposrednost značenja fotografske slike je korišćena u stvaranju propagandnih političkih plakata sovjetskog režima, za promociju sovjetskih proizvoda, tehničkih i tehnoloških postignuća kao i za održavanaje kulta mita o Lenjinu i Staljinu. U blizini majstora kao što su Sergej Ajzenštajn ili Điga Vetrov, braća Stenberg — Vladimir i Georgij — su kombinovali fotomontažu sa montažom slika u pokretu, filmom. Skoro u isto vrijeme, u Njemačkoj, umjetnici kao što je Kurt Šviters, postavljaju fotokolaž i fotomontažu u sami centar svoje umjetničke prakse, dok ga drugi kao Džon Hertfild ili Maks Burharc koriste za kritiku nacionasocijalizma koji je u snažnom usponu 1930ih. Holanđani Cesar Deomela-Niewenhuis, Paul Schuitema o Piet Zwart, koriste efikasnost fotomontaže za reklamu različitih proizvoda i u dizajnu raznih publikacija i časopisa.

## Galerija
- Digitalna fotomontaža skakavca sa zečjom glavom.
- Digitalna fotomontaža limuna sa unutrašnjošću kivija.

## Spoljašnje veze
- (језик: енглески)
- (језик: енглески)
- (језик: енглески)
- (језик: енглески)
- (језик: енглески)